# Центральное управление шоссейных и грунтовых дорог и автомобильного транспорта
Центральное управление шоссейных и грунтовых дорог и автомобильного транспорта при Совете Народных Комиссаров Союза Советских Социалистических Республик — государственный орган СССР с правами объединённого народного комиссариата Союза ССР (в ранге министерства), ответственный за планирование, руководство и регулирование дорожного хозяйства и автомобильного транспорта, для контроля за состоянием и эксплуатацией транспортных средств в автомобильных хозяйствах всех ведомств Союза, а также транспортно-эксплуатационного и складского дела в СССР.
Сокращённые названия, применяемое в литературе — ЦУДорТранс при СНК СССР, ЦУДорТранс, ЦУДОРТРАНС, Цудортранс.
Управление также называлось, в отдельный период — Всесоюзное центральное управление шоссейных и грунтовых дорог и автомобильного транспорта при Совете народных комиссаров Союза Советских Социалистических Республик (13 января 1932—193?).

## История
В начале 20 века дороги Российской империи находились в ведении Министерства путей сообщения и земских учреждений. В дополнение к этому, в 1916 году было создано Управление шоссейных дорог, где работали военно-дорожные отряды. В 1918 году всё дорожное хозяйство было подчинено Главному комитету государственных сооружений (Комгосоор), в составе которого имелось в том числе Управление шоссейных, грунтовых и узкоколейных дорог (Упшос). В 1922 году дороги разделили на общесоюзные и местного значения. Общесоюзные дороги оказались в ведении организованного  декретом СНК СССР, от 7 июля 1921 года, Центрального управления местного транспорта (ЦУМТ) при НКПС. Местными дорогами заведовали местные губернские исполнительные комитеты.
Постановлением ЦИК и СНК от 28 ноября 1928 года регулирование и планирование всего дорожного хозяйства было подчинено НКПС. В его составе было организовано Центральное управление шоссейных и грунтовых дорог и автомобильного транспорта (Цудортранс). В 1931 году Цудортранс был выведен из НКПС в самостоятельное управление на правах объединённого наркомата при СНК СССР, с сохранением ранее существовавших республиканских, краевых, областных и районных органов отвечавших за шоссейные и грунтовые дороги и автомобильный транспорт в этих регионах.
В это время ЦУДорТрансу передаются все организации: управления автомобильными дорогами, автомобильные ремонтные (АРС) и заправочные станции (АЗС), пункты обслуживания пассажиров и водителей на АДах. В этот период управлением издаётся ряд инструкций, руководящих указаний по практике эксплуатации автомобильного транспорта, организации автотранспортных хозяйств, показателям работы подвижного состава и его расчёту, организации технической службы в автотранспортных хозяйствах ведомств Союза, выбору подвижного состава и проектированию гаражей и парков. С 1930 года в столице СССР и Ленинграде вводится двухсменная работа автотранспорта, а шоферам устанавливаются ежедневные задания по перевозке грузов и пассажиров. В государстве внедряется планово-предупредительная система технического обслуживания и ремонта автомобильного транспорта.
В 1930 году решением СНК СССР и ЦК ВКП(б) в системе ЦУДорТранс НКПС СССР были организованы в пяти городах Союза автомобильно-дорожные институты (сокращённое название): в Москве (МАДИ), Ленинграде (ЛАДИ), Саратове (САДИ), Харькове (ХАДИ) и Омске (СибАДИ) для подготовке высококвалифицированных инженеров дорожников, мостовиков, механиков и автомобилистов. Одновременно ВУЗы должны были решать не менее ответственную задачу — готовить офицеров запаса для ВС СССР, поскольку профили подготовки гражданских специалистов, по которым шла подготовка в автодорожных институтах, полностью совпадали с их военно-учётными специальностями.
В 1931 году в Союзе ССР были введены номерные знаки транспортных средств единого стандарта. Они содержали литеру (букву), два дефиса и четыре арабские цифры чёрного цвета на табличке белого фона. Выдача номерных знаков ТС и учёт ТС находились в ведении Центрального управления шоссейных и грунтовых дорог и автомобильного транспорта.

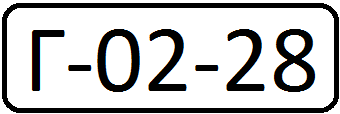
Первый единый автомобильный номер СССР, периода 1931 — 1934 годов
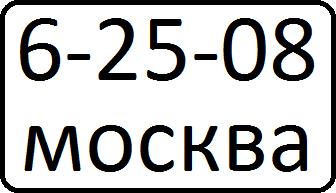
Автомобильный номер СССР, периода 1934 — 1936 годов

В связи с форсированной индустриализацией 7 декабря 1931 года было принято постановление ЦИК и СНК СССР «Об использовании труда граждан, состоящих в тыловом ополчении». В нём указывалось, что части тылового ополчения выполняют работы оборонно-стратегического назначения по линии ВСНХ СССР, НКПС и ЦУДорТранса. Срок пребывания в этих частях был установлен до трёх лет. По истечении этого срока тылоополченцы, «проявившие добросовестное отношение к работе», должны были быть восстановлены в избирательных правах. Отмечалось, что «трудовой режим и политико-воспитательная работа в частях тылового ополчения должны преследовать цель превращения нетрудовых элементов в полезных во всех отношениях граждан Союза ССР». Народный комиссариат труда СССР организовывал призыв и последующее распределение тылоополченцев по нарядам между ведомствами.
По состоянию на 1 февраля 1933 года в управлениях частями тылоополченцев трёх наркоматов и ведомств (НКТП, НКПС и ЦДТ) числилось около 42 000 человек личного состава.
ЦУДорТрансом в 1932 и 1934 годах проведены Всесоюзные конференции по вопросам организации диспетчерского руководства на автомобильном транспорте в Союзе ССР.
Для развития рабочего изобретательства Цудортранс совместно с профсоюзами и ЦК Всесоюзного общества изобретателей организовал в начале 1930-х годов «Всесоюзную выигрышную эстафету массового рабочего изобретательства на автотранспорте». Выигрыши выплачивались после принятия рационализаторских предложений областным БРИЗом и находились в зависимости от экономического эффекта от рацпредложений.
В 1933 году ЦУДорТрансом было подготовлено и издано Типовое положение о первичном звене на автомобильном транспорте. Основным звеном, согласно этому Положению, являлась автомобильная база, занимавшаяся подготовкой автомобильного транспорта к выпуску на линию, проведением его технического обслуживания и ремонта, организацией перевозок грузов и пассажиров, осуществлением мероприятий по улучшению использования подвижного состава автобаз и так далее. 28 декабря этого же года ЦУДорТранс в «Инструкции по учёту автотранспорта» определил порядок регистрации, образцы и порядок выдачи учётных документов на автотранспорт. Утверждена «Инструкция о порядке производства ежегодного технического осмотра автомашин».
Постановлением Совета Труда и Обороны СССР, от 11 декабря 1933 года, было создано Управление дорожного строительства Восточной Сибири и Дальнего Востока (Дальдорстрой) в Хабаровске, с задачей по строительству стратегических автомобильных дорог по титульному списку Правительства СССР, в районах Восточной Сибири и Дальнего Востока. Планы по строительству были оглашены на XVII съезде ВКП(б), проходившем в Москве с 26 января по 10 февраля 1934 года, когда был принят второй пятилетний план развития СССР. В соответствии с ним предполагалось строительство автомобильной дороги Владивосток — Хабаровск, с твёрдым (гравийным) покрытием, протяжённостью 600 километров.
С декабря 1933 года по январь 1934 года Красная Армия (РККА) сформировала для Дальдорстроя две отдельные дорожно-строительные бригады: первую — в Ростове-на-Дону во главе с комбригом Н. М. Анисимовым, и вторую — в Киеве (командир бригады — Лебедев), с общей численность личного состава около 15 000 человек, и передислоцировала их на Дальний Восток для строительства АД Владивосток — Хабаровск.
Штаб-квартирой первой бригады стало село Дмитриевка, Приморской области, второй — город Хабаровск. Первая бригада вела строительство автомобильной дороги от Владивостока до Имана, а вторая — от Имана до Хабаровска.

Совет Народных Комиссаров Союза ССР отмечает, что при выполнении в 1933 г. заданий по основным ударным и специальным стройкам, производимым непосредственно Всесоюзным центральным управлением шоссейных и грунтовых дорог и автомобильного транспорта (Цудортранс), план всего дорожного строительства выполнен лишь на 80 %, неудовлетворительно качество построенных дорог и в недопустимо запущенном состоянии находится существующая дорожная сеть.— Постановление СНК СССР  № 2514,  5 ноября 1934 года «О мероприятиях по улучшению дорожного хозяйства»
Управление организовывало автопробеги, например: международный автопробег дизельных двигателей Москва — Тифлис в 1934 году.
5 ноября 1934 года Совнарком Союза принял решение «организовать при ЦУДорТрансе Государственную автомобильную инспекцию (ГАИ), имеющую свои органы в союзных и автономных республиках, краях и областях Союза ССР, а также в районах со значительным количеством автомашин» в целях решительной борьбы с неправильным использованием и хищническим отношением к автомобильному транспорту во всех ведомствах и организациях СССР .
В конце 1935 года ЦУДорТранс прекратил своё существование как самостоятельная организация, его передали в НКВД СССР, Постановлением ЦИК и СНК СССР, от 28 октября 1935 года и он стал ЦУДорТранс при НКВД СССР, а ГлавДорТрансы РСФСР и других республик Союза ликвидированы.
На основании Постановления СНК СССР № 424, от 3 марта 1936 года «О реорганизации Цудортранса» и приказа Наркома внутренних дел СССР № 0086, от 4 марта 1936 года, ЦУДорТранс при НКВД реорганизован в ГУШосДор НКВД (Главное управление шоссейных дорог НКВД СССР), а по автомобильному транспорту все вопросы переданы — СоюзТрансу (Всесоюзное объединение складского и транспортно-экспедиционного дела), выделенного из ЦУДорТранс при НКВД СССР по тому же Постановлению СНК СССР, от 3 марта 1936 года.

## Состав (года)
Управлению ЦУДорТрансу при СНК СССР были подчинены:
- Высшая автомобильная и дорожная школа, позже МАДИ, ЛАДИ, САДИ, ХАДИ, СибАДИ, АД техникумы, ПТ училища и автошколы;
- Центральный институт автомобильного транспорта (ЦИАТ) — Ленинград;
- Проектные институты — Москва, Харьков и так далее;
- Государственное всесоюзное объединение по снабжению автомобильным имуществом и его ремонту (Авторемснаб) (1930—1935);
- ГлавДорТрансы (главные управления шоссейных и грунтовых дорог и автомобильного транспорта) республик, краёв и областей Союза (1931 — октябрь 1935);
- Всесоюзное объединение складского и транспортно-экспедиционного дела (Союзтранс) (с 23 февраля 1930);
- Всесоюзный трест по производству гаражного и авторемонтного оборудования (ГАРО) (с 1932);
- Управление дорожного строительства Восточной Сибири и Дальнего Востока (с 1933);
  - две отдельные дорожно-строительные бригады, Дальний Восток (1933—1936);
- Восточно-Сибирское управление шоссейных грунтовых дорог и автомобильного транспорта (Востсибкрайдортранс);
- Управления дорог на следующих магистралях (с 1 января 1935 года):
  - Ленинград — Москва — Харьков;
  - Ленинград — Киев;
  - Москва — Горький[8];
  - Новороссийск — Сухум;
  - Подольск — Слуцк (бывшее Варшавское шоссе);

а также на трактах:
- - Тункинском;
  - Кяхтинском;
  - Борзинском;
  - Усинском;
  - Чуйском[8];
  - Ангаро-Ленском[8];
  - Якутском;
  - Аягуз — Вахты[8];
  - Сарыозек — Хоргос;
  - Ош — Хорог (Памирский тракт[8]);
  - Фрунзе — Рыбачье[8] — Турукарт — Ош;
  - Ташкент — Сталинабад;
  - на автодорогах Дальнего Востока, строительство которых возложено непосредственно на Цудортранс;
- автомобильные ремонтные заводы;
- государственная автомобильная инспекция при Цудортрансе;
- ГлавОРС;
- и другие.

## Руководитель
| Начальник ЦУДорТранс при СНК СССР | Период работы в должности                 |
| --------------------------------- | ----------------------------------------- |
| Л. П. Серебряков                  | с 1931 года по 2 августа 1935 года        |
| Г. И. Благонравов                 | 3 августа 1935 года по 27 марта 1936 года |